# Astilbe microphylla

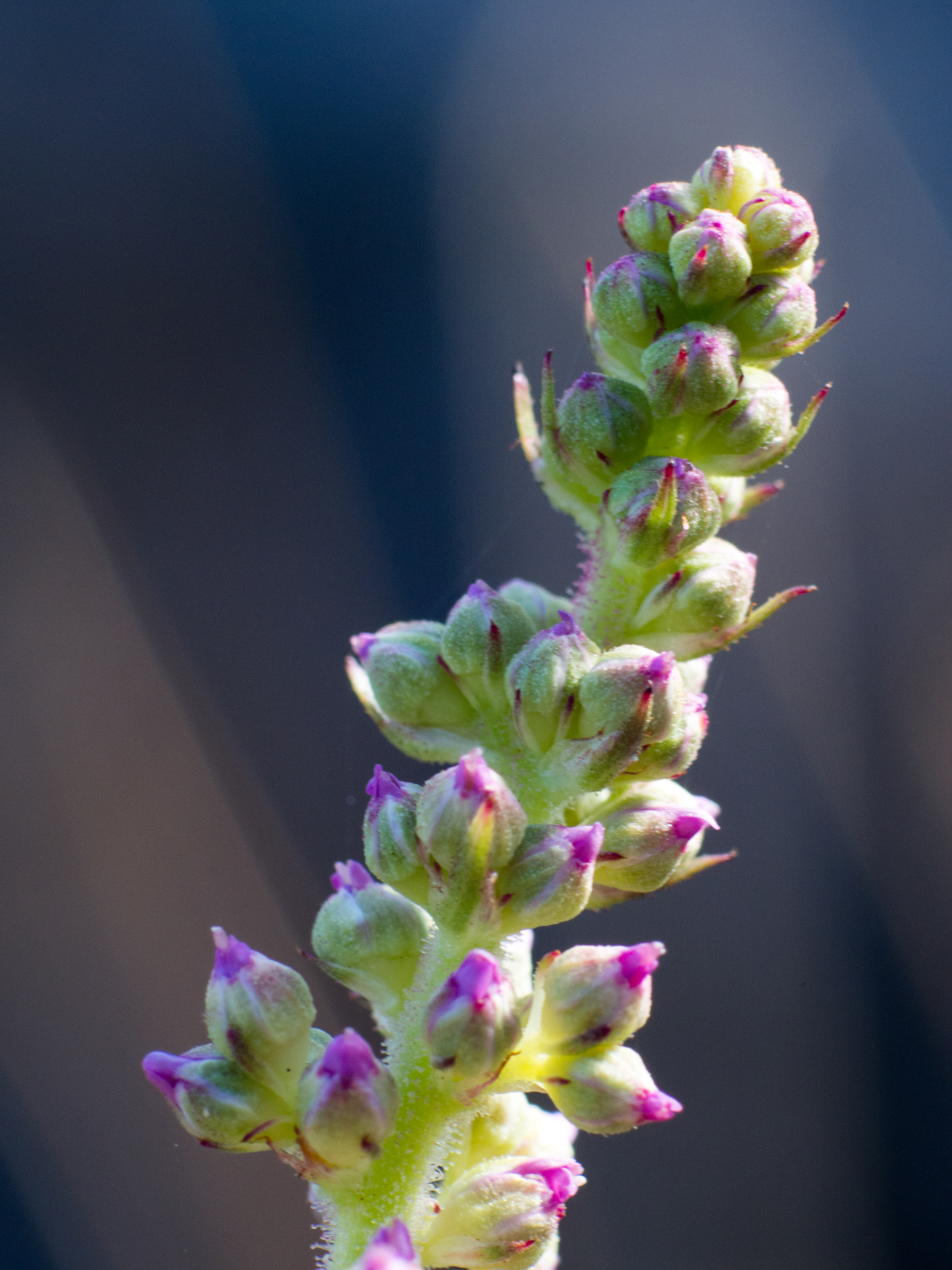
Particolare di un'infiorescenza di A. microphylla.

Astilbe microphylla (Knoll, 1907) è una pianta perenne appartenente alla famiglia delle Saxifragaceae, endemica del Giappone.